# Proscopia rileyi
Proscopia rileyi är en insektsart som beskrevs av Cândido Firmino de Mello-Leitão 1939. 
Proscopia rileyi ingår i släktet Proscopia och familjen Proscopiidae. Inga underarter finns listade i Catalogue of Life.